# Fotoelasticità
La fotoelasticità è un metodo sperimentale per determinare la distribuzione delle deformazioni su un materiale, per determinare la distribuzione delle tensioni in un materiale servono ulteriori ipotesi e sviluppi matematici.
Il metodo è usato principalmente nei casi in cui i metodi matematici diventano inefficaci. Diverso dei metodi analitici di determinazione di tensioni, la fotoelasticità dà un'immagine ragionevolmente esatta della distribuzione delle tensioni anche intorno alle discontinuità brusche in un materiale. Il metodo è un sistema importante per la determinazione dei punti critici di tensione in un materiale ed è spesso usato per la determinazione dei fattori di concentrazione di tensione nel caso di geometrie irregolari.

## Principio della fotoelasticità

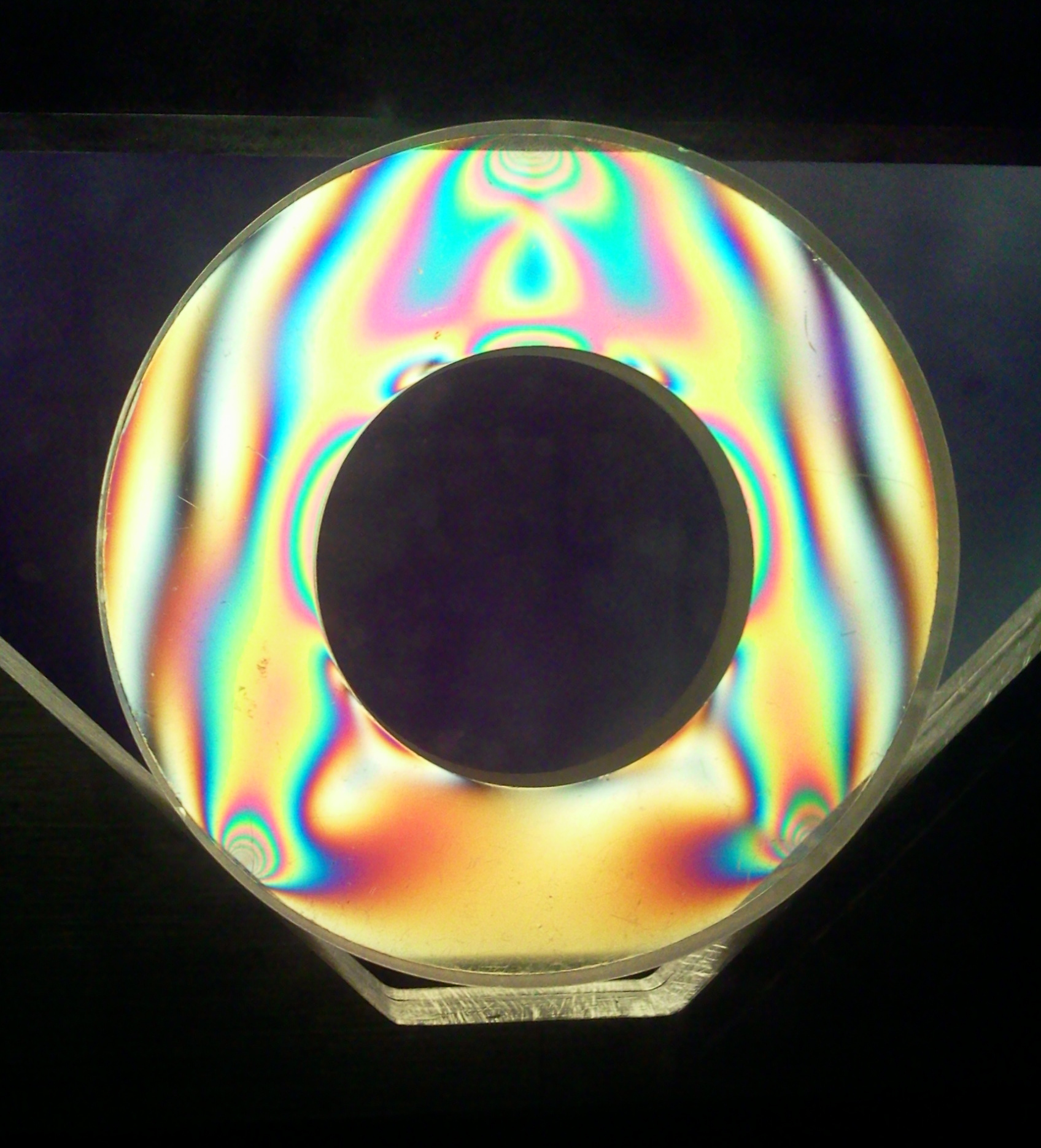
Isocromatiche in un disco forato di materiale birifrangente caricato in tre punti viste da un polariscopio circolare.

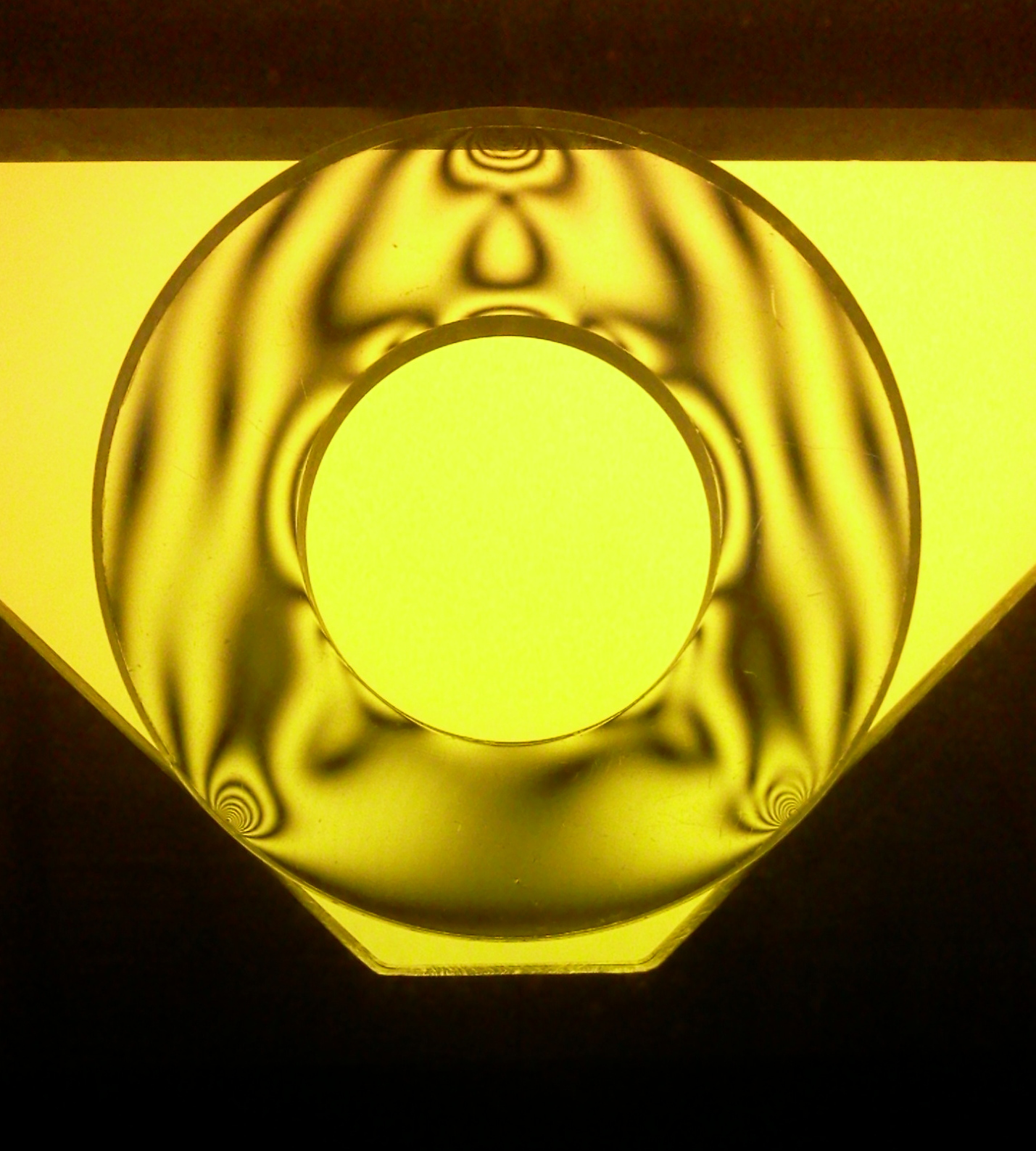
Isocline in un disco forato di materiale birifrangente caricato in tre punti viste da un polariscopio circolare. Osservazione in luce monocromatica.

Il metodo è basato sulla proprietà della birifrangenza posseduta da alcuni materiali trasparenti (le resine epossidiche e il policarbonato ne sono esempi) quando sono sollecitati da un sistema di forze esterne.
Secondo il modello ondulatorio la luce è una onda trasversale piana del campo elettromagnetico, cosicché in un sistema di riferimento cartesiano, con uno degli assi coincidenti con la direzione di propagazione, un raggio di luce polarizzata linearmente può essere scomposto in due raggi componenti che in un mezzo isotropo come l'aria si propagano alla stessa velocità pari a {\displaystyle v={c/n}} dove c è la velocità della luce nel vuoto ed n l'indice di rifrazione del mezzo.
Quando un raggio di luce polarizzata dunque incide normalmente una lastra non sollecitata di materiale isotropo trasparente, i raggi componenti si propagheranno nella lastra con la stessa velocità cosicché risulteranno essere in fase quando emergono dalla lastra.
Quando la lastra è sollecitata, i raggi componenti attraversando la lastra presentano assi di polarizzazione coincidenti con le direzioni principali di tensione nel punto di incidenza (vedi angolo di Brewster).
Quindi se si dispone la lastra tra un polarizzatore ed un analizzatore con assi di trasmissione incrociati (polariscopio lineare ad assi incrociati) si può affermare che i punti neri sulla lastra vista attraverso l'analizzatore hanno direzioni principali coincidenti con gli assi di trasmissione del polarizzatore e dell'analizzatore.
Tali punti individuano delle famiglie di curve sulla lastra dette isocline.
Ruotando contemporaneamente polarizzatore ed analizzatore le isocline sulla lastra variano con continuità consentendo di segnare in ogni punto la croce di direzioni principali di tensione.
Per il fenomeno della birifrangenza occasionale meccanica inoltre i due raggi componenti si propagano nella lastra con velocità differenti pari a {\displaystyle v1=c/n1} ed a {\displaystyle v2=c/n2} cosicché quando emergono dalla lastra risultano essere sfasati di un angolo che si può dimostrare essere proporzionale alla differenza (n1-n2).
Tale sfasamento viene percepito dall'occhio umano, osservando la luce che emerge dall'analizzatore, con un colore caratteristico (rosso, violetto, giallo, etc) cosicché i punti sulla lastra che hanno lo stesso colore presentano la stessa differenza {\displaystyle (n1-n2)}.
La II legge di Brewster o della fotoelasticità, stabilisce che la differenza tra gli indici di rifrazione {\displaystyle (n1-n2)} è proporzionale alla differenza tra le deformazioni principali {\displaystyle (e1-e2)} in un punto, secondo l'equazione {\displaystyle (n1-n2)=K*(e1-e2)}, con K costante fotoelastica del materiale.

I punti della lastra aventi lo stesso colore presentano quindi la stessa differenza tra le deformazioni principali (e quindi tra le tensioni principali) ed individuano delle famiglie di curve di egual colore dette appunto isocromatiche.

## Isocline ed isocromatiche
Le isocline sono il luogo dei punti nel provino lungo cui la croce delle tensioni principali è orientata in modo costante.
Le isocromatiche sono il luogo dei punti in cui la differenza tra le tensioni principali è costante.